# Trottola Biellmann

La posizione della trottola Biellmann

La trottola Biellmann è un elemento del pattinaggio di figura in cui il pattinatore ruota su un piede mentre tiene con entrambe le mani l'altro piede dietro e sopra la testa. Questa trottola, oltre alla capacità di rotazione, richiede grandissima flessibilità.
Prende il nome da Denise Biellmann, la pattinatrice svizzera che ne fece l'elemento caratteristico dei suoi programmi alla fine degli anni 1970. La trottola non fu in realtà inventata dalla Biellmann, in quanto era già stata eseguita in passato da altre pattinatrici, ma venne comunque intitolata a lei perché la eseguiva con particolare frequenza, eleganza e accuratezza, con il piede molto alto sopra la testa e le due mani che impugnavano la lama del pattino. Si ritiene che la prima a presentare l'elemento fu Tamara Moskvinà negli anni 1960. Irina Sluckaja è stata la prima pattinatrice a eseguire una trottola Biellmann doppia, nella quale, dopo aver eseguito una prima volta la figura, la si ripete scambiando tra loro il piede appoggiato a terra e quello sollevato.
A causa della flessibilità necessaria per eseguirla, la trottola Biellmann viene fatta in prevalenza da donne ed è raro vederla inserita nel repertorio maschile; tra i pochi pattinatori in grado di eseguirla vi sono il russo Evgenij Pljùščenko e il giapponese Yuzuru Hanyū.
La posizione Biellmann, con un piede sollevato dietro e più in alto della testa e tenuto con entrambe le mani, può essere eseguita anche su figure diverse dalla trottola, per esempio in una sequenza di spirali.
Nota: spesso la grafia corretta Biellmann viene storpiata. Persino nei regolamenti ufficiali dell'ISU a volte si trova scritto Bielman, Biellman o Bielmann.

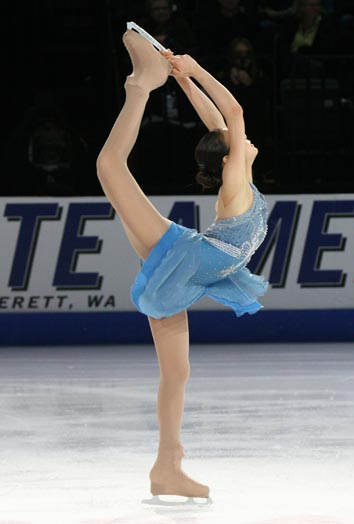
Kim Yu-Na
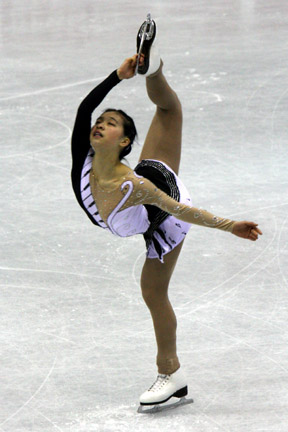
Mira Leung
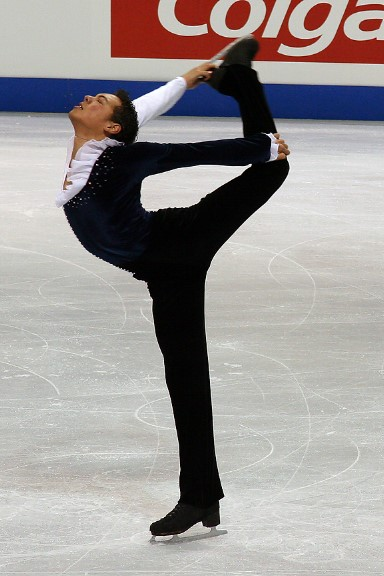
Jamal Othman
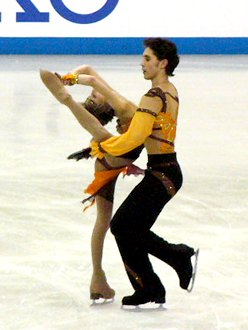
Jana Khokhlova e Sergei Novitski
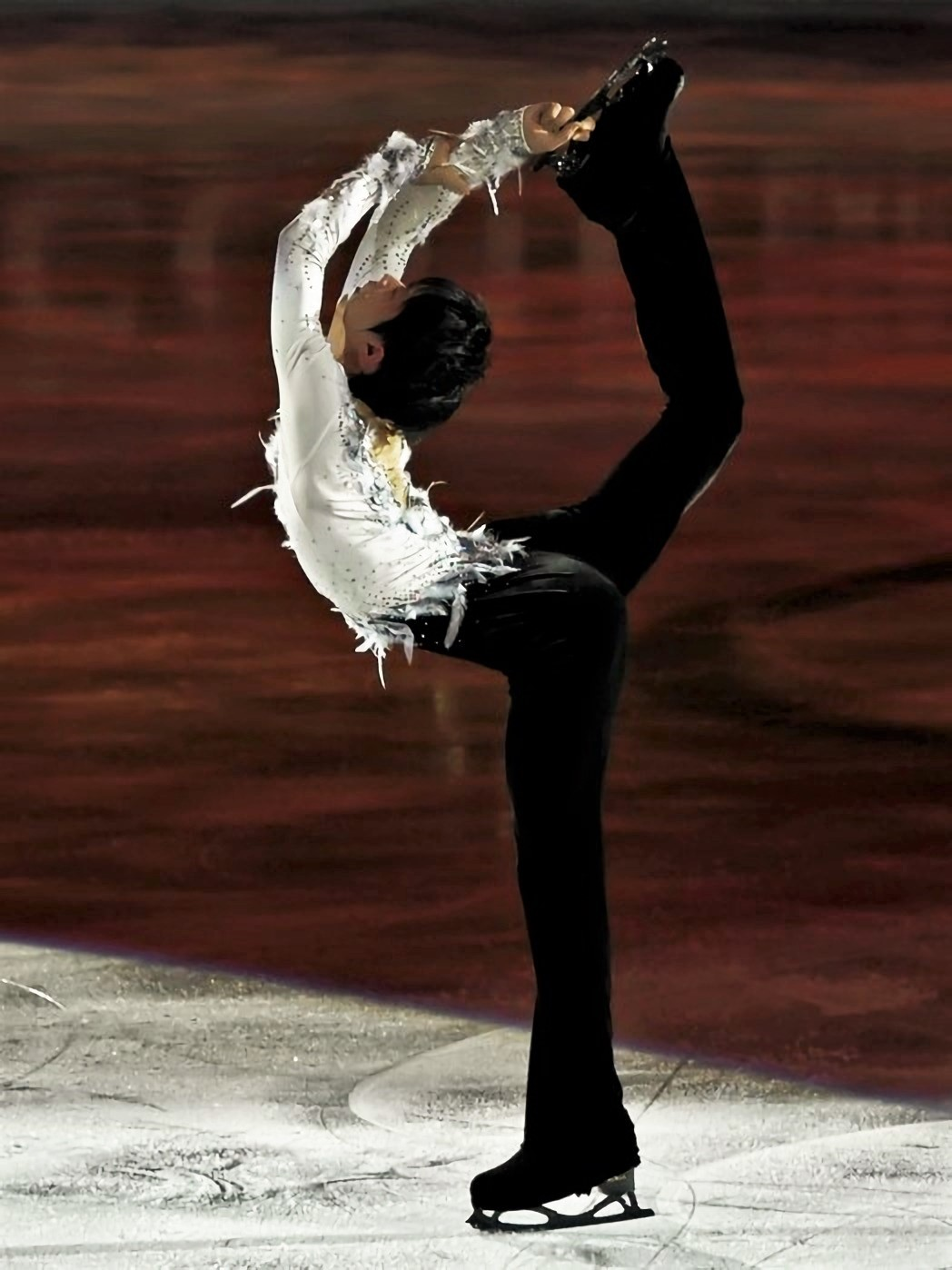
Yuzuru Hanyū
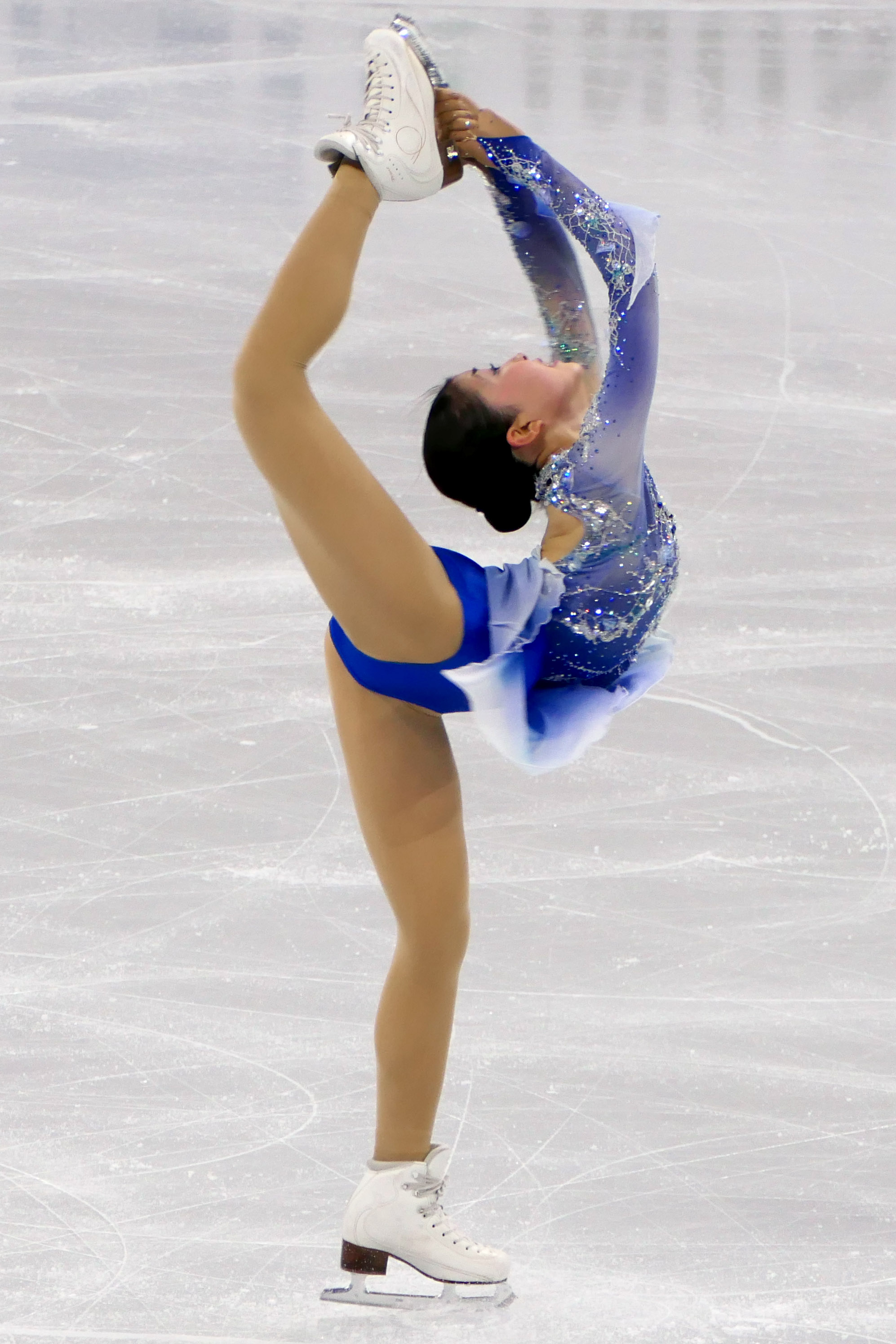
Mone Chiba trottola Biellmann